# Vendémiaire

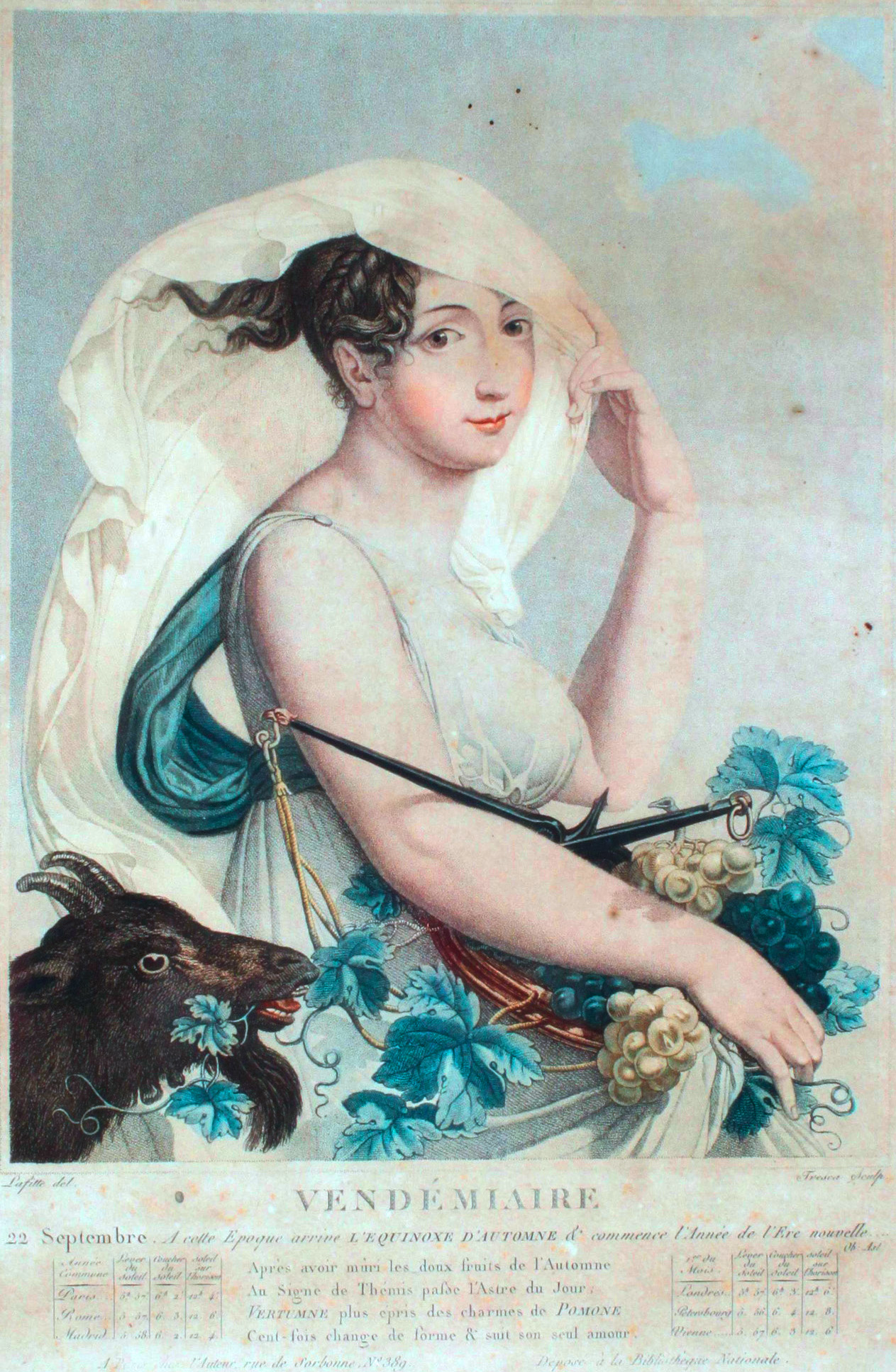
Alegoria Vendémiaire'a

Vendémiaire (łac. vindemia = 'winobranie') – pierwszy miesiąc we francuskim kalendarzu rewolucyjnym i jednocześnie pierwszy miesiąc jesienny. Trwał od 22 września do 21 października.
Po vendémiaire następował miesiąc brumaire.